# Cantó de Valença-4
El cantó de Valença-4 és un cantó francès del departament de la Droma, situat al districte de Valença. Compta amb part del municipi de Valença.

## Municipis
Comprèn els barris de Valença: 
- Briffaut
- Fontbarlettes
- Grand Charran
- Petit Charran
- Les Martins
- Rousset

| Data d'elecció                           | Identitat                   | Partit | Qualitat |
| ---------------------------------------- | --------------------------- | ------ | -------- |
| 1985-1992                                | Pierre Favrat               | PS     |          |
| 1992-1998                                | Jean-Claude Laurent         | RPR    |          |
| 1998-2004                                | Francis Bérard              | PS     |          |
| 2004-2011                                | Jean-Charles Faivre-Pierret | UMP    |          |
| 2011-                                    | Zabida Nakib-Colomb         | PS     |          |
| les dades anteriors no són pas conegudes |                             |        |          |